# Svante von Strokirch
Carl Svante Joakim von Strokirch, född 8 februari 1936 i Sollefteå, är en svensk målare.
Han är son till stadsingenjören Miles Johan Walfrid von Strokirch och Birgitta Hellström och från 1958 gift med Lena Westman. Von Strokirch studerade vid Barths målarskola 1955 och Kungliga konsthögskolan 1955–1961. Separat ställde han bland annat ut i Örebro och Huskvarna och han har medverkat i ett flertal samlings- och grupputställningar. Band hans offentliga arbeten märks en väggmålning i Österåkers kommunalhus. Hans konst består av modellstudier, stilleben och landskapsskildringar. Von Strokirch var tillsammans med Mats Thuresson, Lars Gotborn och Ronny Fredriksson en del av Iggelbogruppen som var opinionsbildande för att området Iggelbo skulle bli naturreservat i slutet av 1980-talet.